# Continental Cup der Nordischen Kombination
Der Continental Cup der Nordischen Kombination ist eine jährlich in der Zeit von November bis März ausgerichtete Wettkampfserie und der Unterbau zum jeweiligen Weltcup. Organisiert werden die Rennen vom Skisport-Weltverband FIS. Zwischen der Saison 1990/91 und 2007/08 hieß die Serie B-Weltcup, zur Saison 2008/09 wurde der neue Name eingeführt um eine Analogie zwischen den Sportarten herzustellen, da unter anderem auch im Skispringen dieser Name genutzt wird.

## Punktesystem
Ein Punktesystem für die Einzelrennen bestimmt die Continental-Cup-Gesamtwertung. Hierzu werden die von einem Athleten erreichten Punkte aus den Einzelwettkämpfen der Saison addiert.
| Platz  | Platz  | 1   | 2  | 3  | 4  | 5  | 6  | 7  | 8  | 9  | 10 | 11 | 12 | 13 | 14 | 15 | 16 | 17 | 18 | 19 | 20 | 21 | 22 | 23 | 24 | 25 | 26 | 27 | 28 | 29 | 30 | 31 | 32 | 33 | 34 | 35 | 36 | 37 | 38 | 39 | 40 |
| Einzel | Einzel | 100 | 90 | 80 | 70 | 60 | 55 | 52 | 49 | 46 | 43 | 40 | 38 | 36 | 34 | 32 | 30 | 28 | 26 | 24 | 22 | 20 | 19 | 18 | 17 | 16 | 15 | 14 | 13 | 12 | 11 | 10 | 9  | 8  | 7  | 6  | 5  | 4  | 3  | 2  | 1  |

Bis einschließlich der Saison 2022/23
| Platz       | 1   | 2   | 3   | 4   | 5   | 6   | 7   | 8  | 9  | 10 | 11 | 12 | 13 | 14 | 15 | 16 | 17 | 18 | 19 | 20 | 21 | 22 | 23 | 24 | 25 | 26 | 27 | 28 | 29 | 30 |
| Einzel      | 100 | 80  | 60  | 50  | 45  | 40  | 36  | 32 | 29 | 26 | 24 | 22 | 20 | 18 | 16 | 15 | 14 | 13 | 12 | 11 | 10 | 9  | 8  | 7  | 6  | 5  | 4  | 3  | 2  | 1  |
| Team        | 400 | 350 | 300 | 250 | 200 | 150 | 100 | 50 | –  | –  | –  | –  | –  | –  | –  | –  | –  | –  | –  | –  | –  | –  | –  | –  | –  | –  | –  | –  | –  | –  |
| Team-Sprint | 150 | 130 | 110 | 100 | 90  | 80  | 70  | 60 | 50 | 40 | 35 | 20 | –  | –  | –  | –  | –  | –  | –  | –  | –  | –  | –  | –  | –  | –  | –  | –  | –  | –  |

## Liste der Gesamtsieger

### Herren
| Saison  | Sieger                                | Zweiter               | Dritter                    | Nationenwertung    |
| ------- | ------------------------------------- | --------------------- | -------------------------- | ------------------ |
| 1990/91 | Josef Kovařík                         | Thomas Donaubauer     | Andreas Schaad             | Tschechien         |
| 1991/92 | Thomas Krause                         | Uwe Prenzel           | Radomír Skopek             | –                  |
| 1992/93 | Thomas Abratis                        | Enrico Heisig         | Falk Weber                 | Deutschland        |
| 1993/94 | Glenn Skram                           | Tsugiharu Ogiwara     | Günter Csar Falk Weber     | Deutschland        |
| 1994/95 | Markus Wüst                           | Zbyněk Pánek          | Sepp Buchner               | Deutschland        |
| 1995/96 | Gard Myhre                            | Stefan Wittwer        | Christoph Bieler           | Deutschland        |
| 1996/97 | Frédéric Baud                         | Robert Stadelmann     | Falk Weber                 | Deutschland        |
| 1997/98 | Lars Andreas Østvik                   | Gen Tomii             | Preben Fjære Brynemo       | Norwegen           |
| 1998/99 | Christoph Bieler Preben Fjære Brynemo |                       | Kōji Takasawa              | Deutschland        |
| 1999/00 | Frédéric Baud                         | Sverre Rotevatn       | Antti Kuisma               | Deutschland        |
| 2000/01 | Jan Rune Grave                        | Kris Erichsen         | Andrej Jezeršek            | Deutschland        |
| 2001/02 | Sverre Rotevatn                       | Carl Van Loan         | Jens Salumäe               | Vereinigte Staaten |
| 2002/03 | Magnus Moan                           | Matthias Mehringer    | Marc Frey                  | Norwegen           |
| 2003/04 | Yōsuke Hatakeyama                     | Ivan Rieder           | Takashi Kitamura           | Deutschland        |
| 2004/05 | Stephan Münchmeyer                    | Marcel Höhlig         | Bernhard Gruber            | Deutschland        |
| 2005/06 | Florian Schillinger                   | Stephan Münchmeyer    | Maxime Laheurte            | Deutschland        |
| 2006/07 | Einar Uvsløkk                         | Steffen Tepel         | Mikko Kokslien             | Deutschland        |
| 2007/08 | Marco Pichlmayer                      | Mark Schlott          | Magnus Krog                | Deutschland        |
| 2008/09 | Matthias Menz                         | Ruben Welde           | Andreas Günter             | Deutschland        |
| 2009/10 | Tomaž Druml                           | Benjamin Kreiner      | Christian Beetz            | Österreich         |
| 2010/11 | Fabian Rießle                         | Magnus Krog           | Jørgen Graabak             | Österreich         |
| 2011/12 | Marjan Jelenko                        | Geoffrey Lafarge      | Mark Schlott               | Österreich         |
| 2012/13 | Andreas Günter                        | Harald Lemmerer       | Truls Sønstehagen Johansen | Deutschland        |
| 2013/14 | Tomaž Druml                           | Wolfgang Bösl         | Lukas Greiderer            | Österreich         |
| 2014/15 | Lukas Greiderer                       | Harald Lemmerer       | Gudmund Storlien           | Österreich         |
| 2015/16 | Martin Fritz                          | Harald Lemmerer       | Lukas Greiderer            | Österreich         |
| 2016/17 | Martin Fritz                          | David Welde           | Tobias Simon               | Österreich         |
| 2017/18 | Thomas Jöbstl                         | Martin Fritz          | Sindre Ure Søtvik          | Österreich         |
| 2018/19 | Paul Gerstgraser                      | Leif Torbjørn Næsvold | Thomas Jöbstl              | Norwegen           |
| 2019/20 | Jakob Lange                           | Paul Gerstgraser      | Lars Ivar Skårset          | Norwegen           |
| 2020/21 | Simen Tiller                          | Lars Ivar Skårset     | David Mach                 | Norwegen           |
| 2021/22 | Jakob Lange                           | David Mach            | Wendelin Thannheimer       | Deutschland        |
| 2022/23 | Terence Weber                         | Wendelin Thannheimer  | Manuel Einkemmer           | Deutschland        |
| 2023/24 | Aleksander Skoglund                   | Florian Kolb          | Jakob Lange                | Norwegen           |
| 2024/25 | Jakob Lange                           | Andreas Ottesen       | Florian Kolb               | Norwegen           |

### Damen
| Saison  | Siegerin             | Zweite                                   | Dritte               | Nationenwertung |
| ------- | -------------------- | ---------------------------------------- | -------------------- | --------------- |
| 2017/18 | Stefanija Nadymowa   | Ayane Miyazaki                           | Jenny Nowak          | Russland        |
| 2018/19 | Tara Geraghty-Moats  | Gyda Westvold Hansen                     | Jenny Nowak          | Norwegen        |
| 2019/20 | Tara Geraghty-Moats  | Marte Leinan Lund                        | Gyda Westvold Hansen | Norwegen        |
| 2020/21 | Sigrun Kleinrath     | Tara Geraghty-Moats Gyda Westvold Hansen |                      | Österreich      |
| 2021/22 | Gyda Westvold Hansen | Annika Sieff                             | Ema Volavšek         | Norwegen        |
| 2022/23 | Sophia Maurus        | Annika Malacinski                        | Joanna Kil           |                 |
| 2023/24 | Joanna Kil           | Sophia Maurus                            | Marie Naehring       |                 |
| 2024/25 | Sophia Maurus        | Marie Naehring                           | Daniela Dejori       | Deutschland     |

## Statistik

### Gesamtsiege nach Nationen
Hierbei handelt es sich nur um die Continental-Cup-Gesamtsiege der männlichen Sportler aus einer Nation, nicht um die Nationenwertung.
Stand: Saisonende 2023/24
| Platz | Land                                    | Sieger | Zweiter | Dritter | Gesamt |
| ----- | --------------------------------------- | ------ | ------- | ------- | ------ |
| 1.    | Deutschland                             | 10     | 13      | 12      | 35     |
| 2.    | Norwegen                                | 10     | 04      | 08      | 22     |
| 3.    | Österreich                              | 09     | 08      | 07      | 24     |
| 4.    | Frankreich                              | 02     | 01      | 01      | 04     |
| 5.    | Japan                                   | 01     | 02      | 02      | 05     |
| 6.    | Slowenien                               | 01     | –       | 01      | 02     |
| 7.    | Schweiz                                 | 01     | 02      | 01      | 04     |
| 8.    | Tschechien (inklusive Tschechoslowakei) | 01     | 01      | 01      | 03     |
| 9.    | Vereinigte Staaten                      | –      | 02      | –       | 02     |
| 10.   | Estland                                 | –      | –       | 01      | 01     |
|       | Finnland                                | –      | –       | 01      | 01     |

Hierbei handelt es sich nur um die Continental-Cup-Gesamtsiege der Sportlerinnen aus einer Nation, nicht um die Nationenwertung.
Stand: Saisonende 2024/25
| Platz | Land               | Sieger | Zweiter | Dritter | Gesamt |
| ----- | ------------------ | ------ | ------- | ------- | ------ |
| 1.    | Deutschland        | 2      | 2       | 3       | 7      |
| 2.    | Vereinigte Staaten | 2      | 2       | –       | 4      |
| 3.    | Norwegen           | 1      | 3       | 1       | 5      |
| 4.    | Polen              | 1      | –       | 1       | 2      |
| 5.    | Russland           | 1      | –       | –       | 1      |
| 5.    | Österreich         | 1      | –       | –       | 1      |
| 7.    | Italien            | –      | 1       | 1       | 2      |
| 8.    | Japan              | –      | 1       | –       | 1      |
| 9.    | Slowenien          | –      | –       | 1       | 1      |

### Nationenwertung
Hierbei handelt es sich um die Siege in der Nationenwertung bei den Männern.
Stand: Saisonende 2023/24
| Platz | Land                                    | Sieger | Zweiter | Dritter | Gesamt |
| ----- | --------------------------------------- | ------ | ------- | ------- | ------ |
| 1.    | Deutschland                             | 17     | 12      | 04      | 33     |
| 2.    | Österreich                              | 08     | 06      | 09      | 23     |
| 3.    | Norwegen                                | 06     | 08      | 09      | 23     |
| 4.    | Vereinigte Staaten                      | 01     | 01      | –       | 02     |
| 5.    | Tschechien (inklusive Tschechoslowakei) | 01     | –       | –       | 01     |
| 6.    | Schweiz                                 | –      | 05      | 01      | 06     |
| 7.    | Japan                                   | –      | 01      | 04      | 05     |
| 8.    | Frankreich                              | –      | –       | 05      | 05     |

Hierbei handelt es sich um die Siege in der Nationenwertung bei den Frauen.
Stand: Saisonende 2020/21
| Platz | Land               | Sieger | Zweiter | Dritter | Gesamt |
| ----- | ------------------ | ------ | ------- | ------- | ------ |
| 1.    | Norwegen           | 2      | 0       | –       | 2      |
| 2.    | Russland           | 1      | 1       | 1       | 3      |
| 3.    | Österreich         | 1      | –       | –       | 1      |
| 4.    | Vereinigte Staaten | –      | 2       | –       | 2      |
| 5.    | Japan              | –      | 1       | –       | 1      |
| 6.    | Deutschland        | –      | –       | 3       | 3      |